# Феодосийское градоначальство
Феодосийское градонача́льство — административно-территориальная единица на территории Крыма, существовавшая в 1802—1829 годах. 

## История
Образовано 08.10.1802 года одновременно с учреждением Таврической губернии (ПСЗ № 20449). Порядок управления градоначальством был учреждён одновременно с назначением первого градоначальника (названного, впрочем, Феодосийским военным губернатором) 23.02.1804 года (ПСЗ № 21172)
Первоначально, в его состав входили все южные и западные берега Крыма. 31.08.1827 года часть территории отошла в состав Керчь-Еникальского градоначальства: «Феодосийскому Градоначальнику заведовать Южным и Западным берегами Чёрного моря от мыса Елкен-Кале в непрерывном направлении к Западу и потом к северу до города Перекопа; подчинённые же ему пространства от Ениколя до Геничи и от Елкен-Кале до Камыш-Буруна должны отойти к Керченскому Градоначальству» (ПСЗ-2 № 1345). 
06.08.1829 года Именным, данным Сенату указом (распубликованным Сенатом 20.08.1829 года) должность Феодосийского градоначальника упразднялась (ПСЗ-2 № 3071).
03.06.1837 года Именным, данным Сенату, указом «О порядке управления портовым городом Феодосией», было повелено «бывшую в управлении Таврического Гражданского Губернатора карантинную и таможенную часть упразднённого Феодосийского Градоначальства подчинить Керчь-Еникольскому Градоначальнику; общее же управление городом Феодосией в испонительном, полицейском и судном отношении, оставить на прежнем основании в ведении Таврического Гражданского Губернатора» (ПСЗ-2 10300).

## Герб

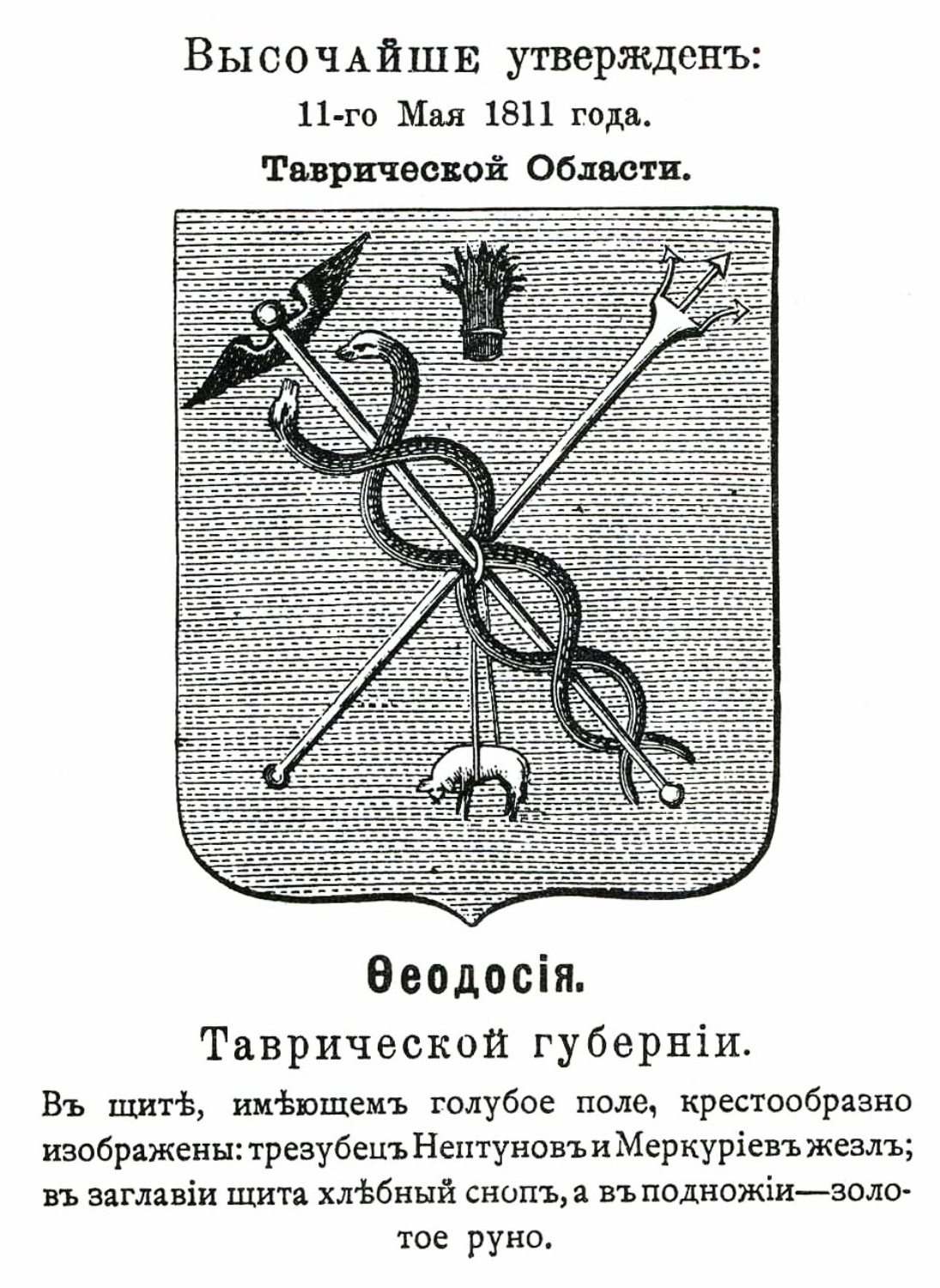
Герб Феодосии 1811 года

16.05.1811 года был утверждён герб города Феодосии «в щите, имеющем голубое поле, крестообразно изображены трезубец Нептунов и Меркуриев жезл; в заглавии щита хлебный сноп, а в подножии золотое руно» (ПСЗ 24632).

## Список градоначальников
Должность Феодосийского Градоначальника учреждена Именным Указом Императора Александра I, данным Сенату от 08.10.1802 года за № 20449 «О разделении Новороссийской Губернии на три Губернии: на Николаевскую, Екатеринославскую и Таврическую, и обустройстве там Судебных мест», одновременно с учреждением аналогичной должности в Одессе, Таганроге и Херсоне. 
Первые лица, занимавшие эту должность (А. С. Феньш, О. О. Гейниц, А. Ф. Клокачёв), официально именовались не градоначальниками, а феодосийскими военными губернаторами.
06.08.1829 года Именным, данным Сенату указом (распубликованным Сенатом 20.08.1829 года) должность Феодосийского градоначальника, а с ним и само градоначальство, упразднялись (ПСЗ-2 № 3071). 
В большинстве случаев, градоначальники вступали в фактическое исполнение своих обязанностей и прекращали их исполнение значительно позднее даты их назначения или увольнения. 
1. 08.10.1802—23.02.1804: вакансия.
2. 23.02.1804 (фактически с 04.03.1804)—20.11.1807: генерал от инфантерии Андрей Семёнович Феньш (1757—1828).
3. 20.11.1807—14.05.1808: (исполняющий должность) полковник Осип Осипович Гейниц, комендант города.
4. 14.05.1808—22.06.1810: контр-адмирал Алексей Федотович Клокачёв (1768—1823).
5. 22.06.1810—21.09.1810: (исполняющий должность) полковник Осип Осипович Гейниц, комендант города (вторично).
6. 21.09.1810—26.12.1816: статский советник Семён Михайлович Броневский (1763—1830).
7. 26.12.1816—08(или 09).03.1818: действительный статский советник Степан Андреевич Санковский (умер в должности) .
8. 09.03.1818—11.04.1819: (исполняющий должность) полковник (или подполковник) Андрей Иванович Штер, комендант города. [2]
9. 01.1819: (исполняющий должность) майор Сприоти.
10. 11/28.04.1819 (или 16/23.04.1819)—25.05.1820 (фактически до 11.07.1820): тайный советник и статс-секретарь Фёдор Иванович Энгель (1769—1837).
11. 25.05.1820 (фактически с 11.07.1820)—25.02.1822 (фактически до 16.12.1821): статский советник Николай Иванович Перовский (1785—1858).
12. 18.12.1821—08.07.1822: (исполняющий должность) коллежский советник Павел Васильевич Гаевский (1775—1853), управляющий феодосийской складочной портовой таможней.
13. 08.07.1822—24.03.1825 (фактически до 25.07.1824)[3]: статский (с 30.03.1822 действительный статский) советник Николай Иванович Перовский (1785—1858).
14. 25.07.1824—23.11.1825: (исполняющий должность) статский советник Ефим (Иоахим) Иванович фон Ден, инспектор Феодосийского Портового центрального карантина.
15. 23.11.1825—16.03.1826: (исполняющий должность) коллежский советник Фёдор Иванович Тревогин, председатель Феодосийского коммерческого суда.
16. 16.03.1826—20.04.1826: (исполняющий должность) коллежский советник князь Долгоруков (Долгорукий).
17. 20.02.1826 (фактически с 20.04.1826)—01.01.1828 (фактически до 28.01.1828): действительный статский советник Андрей Васильевич Богдановский (1780—1864).
18. 28.01.1828—21.04.1828: (исполняющий должность) коллежский советник Фёдор Иванович Тревогин, председатель Феодосийского коммерческого суда (вторично).
19. 01.01.1828 (прибыл 21.04.1828)—01.06.1829: действительный статский советник Александр Иванович Казначеев (1788—1880).
20. 01.06.1829—09.06.1829: (исполняющий должность) коллежский советник Павел Васильевич Гаевский, управляющий феодосийской складочной портовой таможней (вторично).
21. 09.06.1829—22.06.1829: (исполняющий должность) статский советник Отто Владимирович Штакельберг (†1831), инспектор карантина.
22. 20.06.1829—22.07.1829: статский советник Рудомаев (умер в должности).
23. 23(или 20).07.1829—01 (или 17).09.1829: (исполняющий должность) Христофор Афанасьевич Анастасьев, председатель коммерческого суда.

В 1829 году звание Феодосийского градоначальника было соединено со званием Таврического Гражданского Губернатора:
1. 17.09.1829—13.02.1837: тайный советник Александр Иванович Казначеев (1788—1880) (вторично).
2. 13.02.1837—17.09.1837: действительный статский советник Матвей Матвеевич Муромцов (1790—1849).

Городское самоуправление в Феодосии осуществлялось выборными городскими головами.